# ペドロ・フロリモン
ペドロ・アレクサンダー・フロリモン・ジュニア（Pedro Alexander Florimón, Jr., 1986年12月10日 - ）は、ドミニカ共和国ラ・ロマーナ州ラ・ロマーナ出身のプロ野球選手（ユーティリティプレイヤー）。右投両打。現在は、フリーエージェント（FA）。

## 経歴

### プロ入りとオリオールズ時代
2004年6月18日にボルチモア・オリオールズと契約してプロ入り。
2006年、傘下のアパラチアンリーグのルーキー級ブルーフィールド・オリオールズでプロデビュー。33試合に出場して打率.333、1本塁打、8打点、7盗塁を記録した。8月にA-級アバディーン・アイアンバーズへ昇格。26試合に出場して打率.248、5打点を記録した。
2007年はA級デルマーバ・ショアバーズでプレーし、111試合に出場して打率.197、4本塁打、34打点、16盗塁を記録した。
2008年もA級デルマーバでプレーし、81試合に出場して打率.223、19打点、13盗塁を記録した。
2009年はまずA+級フレデリック・キーズでプレーし、115試合に出場して打率.267、9本塁打、68打点、26盗塁を記録した。9月にAA級ボウイ・ベイソックスへ昇格し、7試合に出場した。オフの11月18日にオリオールズと1年契約に合意し、40人枠入りした。
2010年はAA級ボウイで開幕を迎え、37試合に出場。しかし打率は.183と結果を残せず、6月にA-級アバディーンへ降格。6月26日にA+級フレデリックへ昇格した。A+級フレデリックでは62試合に出場して打率.288、4本塁打、33打点、8盗塁を記録した。
2011年3月3日にオリオールズと1年契約に合意。3月11日にAA級ボウイへ異動し、そのまま開幕を迎えた。AA級ボウイでは133試合に出場して打率.267、8本塁打、60打点、15盗塁を記録した。9月6日にメジャーへ昇格し、10日のトロント・ブルージェイズ戦でメジャーデビュー。「8番・遊撃手」で先発起用され、3打数無安打3三振に終わった。4試合目の出場となった9月25日のデトロイト・タイガース戦で、5回表の第二打席にブラッド・ペニーからメジャー初安打となる2点二塁打を放った。この年メジャーでは4試合に出場して打率.125、2打点だった。

### ツインズ時代
2011年12月5日にウェイバー公示を経てミネソタ・ツインズへ移籍した。12月12日に40人枠を外れ、傘下のAAA級ロチェスター・レッドウイングスへ降格した。
2012年はAA級ニューブリテン・ロックキャッツで開幕を迎え、30試合に出場。打率.283、2本塁打、8打点、7盗塁を記録した。5月7日にAAA級ロチェスターへ昇格。AAA級ロチェスターでは83試合に出場して打率.251、3本塁打、27打点、6盗塁を記録した。8月14日にツインズとメジャー契約を結んだ。その後は遊撃手の定位置を獲得し、この年メジャーでは43試合に出場。打率.219、1本塁打、10打点、3盗塁を記録した。
2013年は正遊撃手として134試合に出場し、打率.221、9本塁打、44打点、15盗塁を記録した。
2014年2月28日にツインズと1年契約に合意し、開幕ロースター入りした。開幕後は前年と同じく正遊撃手として出場していたが、25試合で打率.108まで落ち込み、5月8日にAAA級ロチェスターへ降格した。6月15日にトレバー・プルーフが故障者リスト入りしたため、メジャーへ昇格。昇格後は8試合に出場したが、11打数無安打で打率は0割台となり、6月30日にプルーフが復帰したため、AAA級ロチェスターへ降格した。

### パイレーツ時代
2014年9月18日にウェイバー公示を経てワシントン・ナショナルズへ移籍したが、出場機会のないままシーズンを終えた。オフの11月20日にウェイバー公示を経てピッツバーグ・パイレーツへ移籍した。
2015年7月22日にメジャー契約を結んで昇格し、同日のカンザスシティ・ロイヤルズ戦に「9番・遊撃手」で先発出場した。8月19日にDFAとなり、25日に傘下のAAA級インディアナポリス・インディアンスへ配属された。その後、ロースター拡大に伴って9月2日にメジャー昇格した。この年は24試合に出場して打率.087、OPS0.334と大不振を極めた。守備では17試合で遊撃手を守り、2失策・守備率.938・DRS+1という成績を記録した。
2016年4月3日にDFAとなり、13日に40人枠を外れる形でAAA級インディアナポリスへ配属された。9月6日にメジャー契約を結んでアクティブ・ロースター入りした。この年メジャーでは18試合に出場して打率.208、4打点を記録した。オフの11月2日にFAとなった。

### フィリーズ時代
2016年12月12日にフィラデルフィア・フィリーズとマイナー契約を結び、2017年のスプリングトレーニングに招待選手として参加することになった。
2017年は開幕から傘下のAAA級リーハイバレー・アイアンピッグスでプレー。8月17日にメジャー契約を結んでアクティブ・ロースター入りした。この年メジャーでは15試合に出場して打率.348、6打点を記録した。オフの11月6日に40人枠を外れる形でAAA級リーハイバレーへ配属された後、FAとなったが、2018年1月3日にフィリーズとマイナー契約で再契約を結び、スプリングトレーニングに招待選手として参加することになった。
2018年3月16日にメジャー契約を結んで40人枠入りした。この年は50試合に出場して打率.225、2本塁打、5打点、1盗塁を記録した。オフの11月2日にFAとなった。
なお、このシーズンでは3月31日のブレーブス戦と5月18日のカージナルス戦で野手登板をしており、後者では最速90.5マイル（約146キロ）を計測するなど本職の投手に遜色ない速球を披露した。

### ブレーブス傘下時代
2018年11月26日にアトランタ・ブレーブスとマイナー契約を結び、スプリングトレーニングに招待選手として参加することになった。
2019年はAAA級グウィネット・ストライパーズで120試合に出場して打率.265、12本塁打、68打点の成績を残したが、メジャー昇格の機会はなかった。オフの11月4日にFAとなった。

### パドレス傘下時代
2021年1月18日にサンディエゴ・パドレスとマイナー契約を結び、スプリングトレーニングに招待選手として参加することになった。開幕後はAAA級エルパソ・チワワズに所属し、102試合に出場して打率.228、10本塁打、43打点の成績を残したが、メジャー昇格の機会はなかった。オフの11月7日にFAとなった。

### メキシカンリーグ時代
2022年4月13日にメキシカンリーグのラグナ・ユニオン・コットンファーマーズと契約した。5月10日に自由契約となった。

## 詳細情報

### 年度別打撃成績
| 年 度    | 球 団    | 試 合 | 打 席 | 打 数 | 得 点 | 安 打 | 二 塁 打 | 三 塁 打 | 本 塁 打 | 塁 打 | 打 点 | 盗 塁 | 盗 塁 死 | 犠 打 | 犠 飛 | 四 球 | 敬 遠 | 死 球 | 三 振 | 併 殺 打 | 打 率 | 出 塁 率 | 長 打 率 | O P S |
| -------- | -------- | ----- | ----- | ----- | ----- | ----- | -------- | -------- | -------- | ----- | ----- | ----- | -------- | ----- | ----- | ----- | ----- | ----- | ----- | -------- | ----- | -------- | -------- | ----- |
| 2011     | BAL      | 4     | 10    | 8     | 1     | 1     | 1        | 0        | 0        | 2     | 2     | 0     | 0        | 1     | 0     | 1     | 0     | 0     | 6     | 0        | .125  | .222     | .250     | .472  |
| 2012     | MIN      | 45    | 150   | 137   | 16    | 30    | 5        | 2        | 1        | 42    | 10    | 3     | 1        | 3     | 0     | 10    | 0     | 0     | 30    | 3        | .219  | .272     | .307     | .579  |
| 2013     | MIN      | 134   | 446   | 403   | 44    | 89    | 17       | 0        | 9        | 133   | 44    | 15    | 6        | 5     | 3     | 33    | 1     | 2     | 115   | 7        | .221  | .281     | .330     | .611  |
| 2014     | MIN      | 33    | 86    | 76    | 7     | 7     | 1        | 1        | 0        | 10    | 1     | 6     | 0        | 2     | 0     | 8     | 0     | 0     | 22    | 2        | .092  | .179     | .132     | .310  |
| 2015     | PIT      | 24    | 25    | 23    | 5     | 2     | 0        | 1        | 0        | 4     | 1     | 1     | 0        | 0     | 0     | 2     | 0     | 0     | 12    | 0        | .087  | .160     | .174     | .334  |
| 2016     | PIT      | 18    | 25    | 24    | 4     | 5     | 1        | 1        | 0        | 8     | 4     | 0     | 1        | 0     | 0     | 1     | 0     | 0     | 12    | 0        | .208  | .240     | .333     | .537  |
| 2017     | PHI      | 15    | 49    | 46    | 6     | 16    | 4        | 1        | 0        | 22    | 6     | 0     | 0        | 0     | 0     | 3     | 0     | 0     | 16    | 1        | .348  | .388     | .478     | .866  |
| 2018     | PHI      | 50    | 76    | 71    | 13    | 16    | 6        | 1        | 2        | 30    | 5     | 1     | 2        | 0     | 0     | 5     | 0     | 0     | 30    | 0        | .225  | .276     | .423     | .699  |
| MLB：8年 | MLB：8年 | 321   | 867   | 788   | 96    | 166   | 35       | 7        | 12       | 251   | 73    | 26    | 10       | 11    | 3     | 63    | 1     | 2     | 243   | 13       | .211  | .270     | .319     | .588  |

- 2018年度シーズン終了時

### 背番号
- 61（2011年）
- 25（2012年 - 2014年）
- 17（2015年 - 同年7月24日）
- 23（2015年7月25日 - 同年8月18日）
- 51（2015年9月2日 - 同年終了）
- 18（2016年）